# Lecania sambucina
Lecania sambucina är en lavart som först beskrevs av Körb., och fick sitt nu gällande namn av Johann Franz Xaver Arnold. Lecania sambucina ingår i släktet Lecania och familjen Ramalinaceae.  Arten är reproducerande i Sverige. Inga underarter finns listade i Catalogue of Life.